# قاسم أباد (باغ صفا)
قاسم أباد (بالفارسية: قاسم‌آباد) هي قرية تقع في إيران في قسم باغ صفا الريفي. يقدر عدد سكانها بـ 33 نسمة .